# Tadrart Rouge
La Tadrart Rouge (en tamazight : ⵜⴰⴷⵔⴰⴷⵜ ⵜⴰⵣⴻⴳⴳⴰⵖⵜ, Tadrart tazeggaɣt ; en arabe : تادرارت الحمراء), aussi nommée Tadrart Sud, Tadrart algérienne, Tadrart méridionale, ou encore Tassili externe, est un massif gréseux dans le Sud-Est de l'Algérie, inclus dans le parc culturel du Tassili, dans le Sahara algérien. Située au sud de la ville de Djanet, la zone est connue pour ses peintures rupestres.

## Géographie
La Tadrart Rouge est le prolongement méridional du Tadrart Acacus libyen en Algérie et s'étend sur 15  à   30 km d’est en ouest et 150 km du nord au sud.
Bordé à l'est et à l'ouest par deux dépressions, le massif relie le Tassili n'Ajjer au nord-ouest au plateau du Djado nigérien au sud-est. Culminant à 1 340 m d’altitude, le massif est façonné par une série d’oueds orientés d'ouest en est qui vont se perdre dans plusieurs champs de dunes : erg de Tin Merzouga, dunes d'Ouan Zaouten, dunes de Moul n'Aga. In Djaren est l'oued le plus important de la région. L'érosion a formé un grand nombre d'arches naturelles, comme la cathédrale de Tamezguida, ainsi que des cirques, comme celui d'El Berdj, des gueltas et des canyons. Le massif est bien connu pour les coulées des dunes aux couleurs variant du rouge au jaune passant par le blanc.

Paysages de la Tadrart Rouge
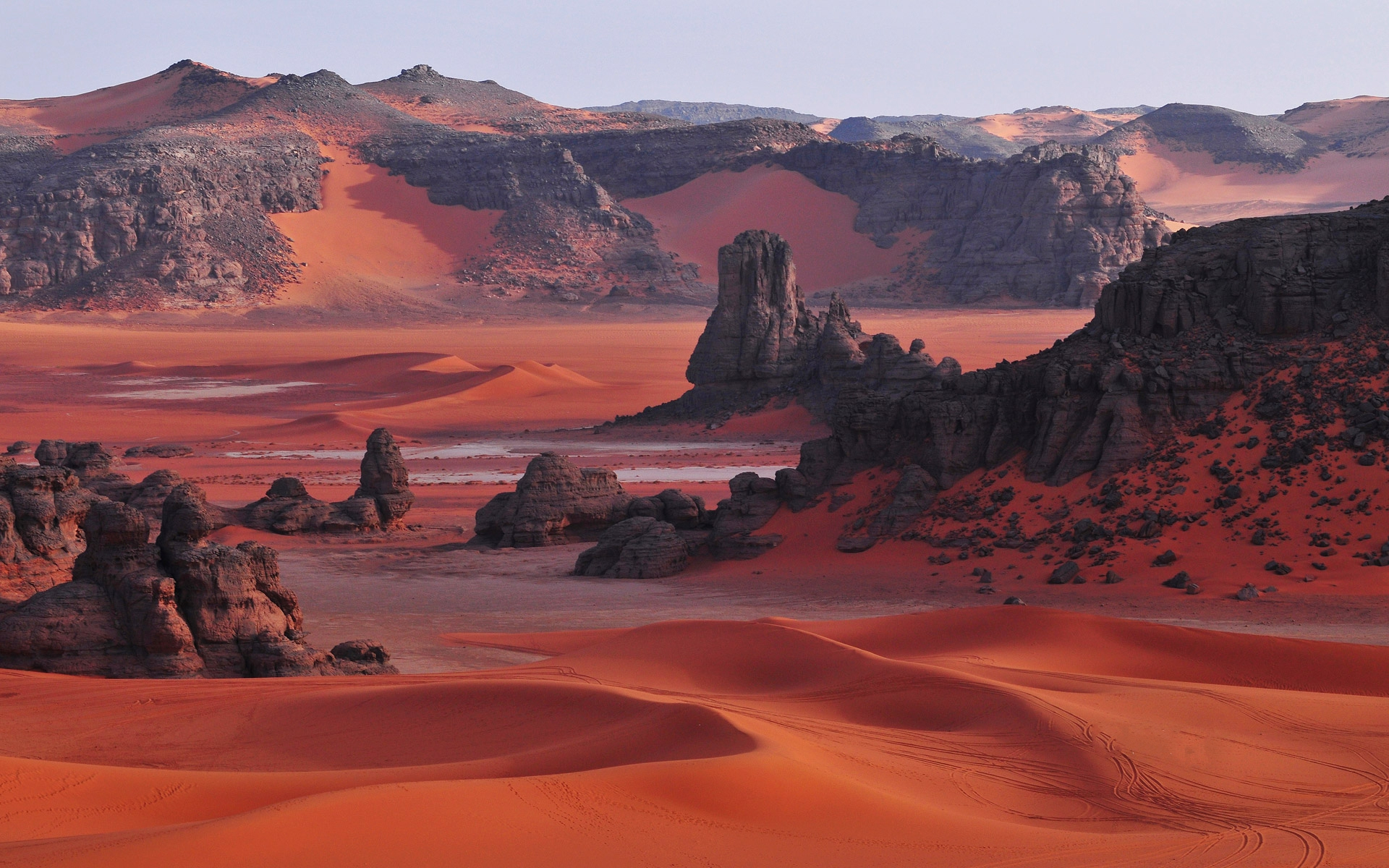
Tin Merzouga au coucher du soleil.
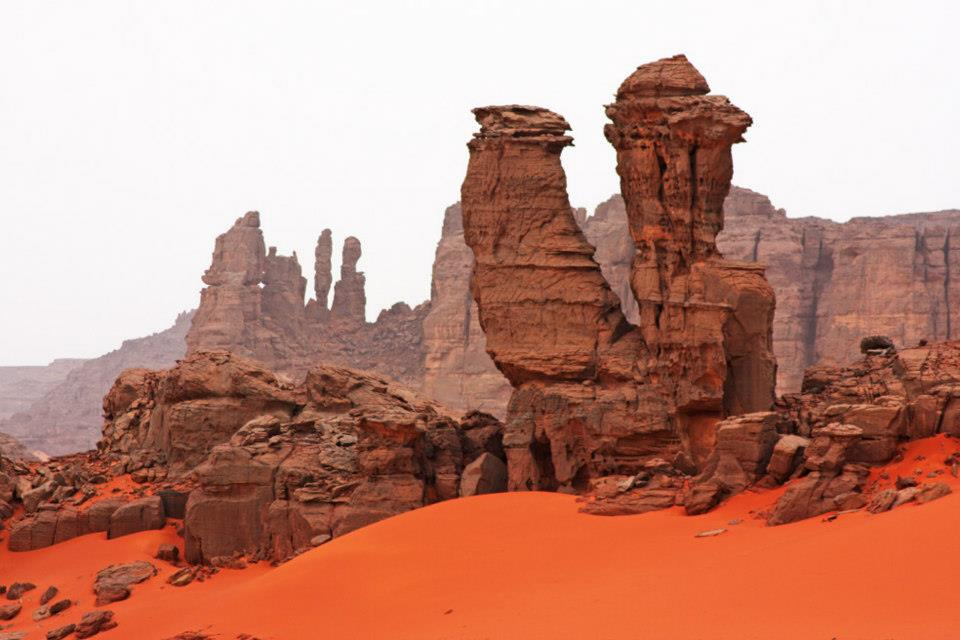
Tin Merzouga.
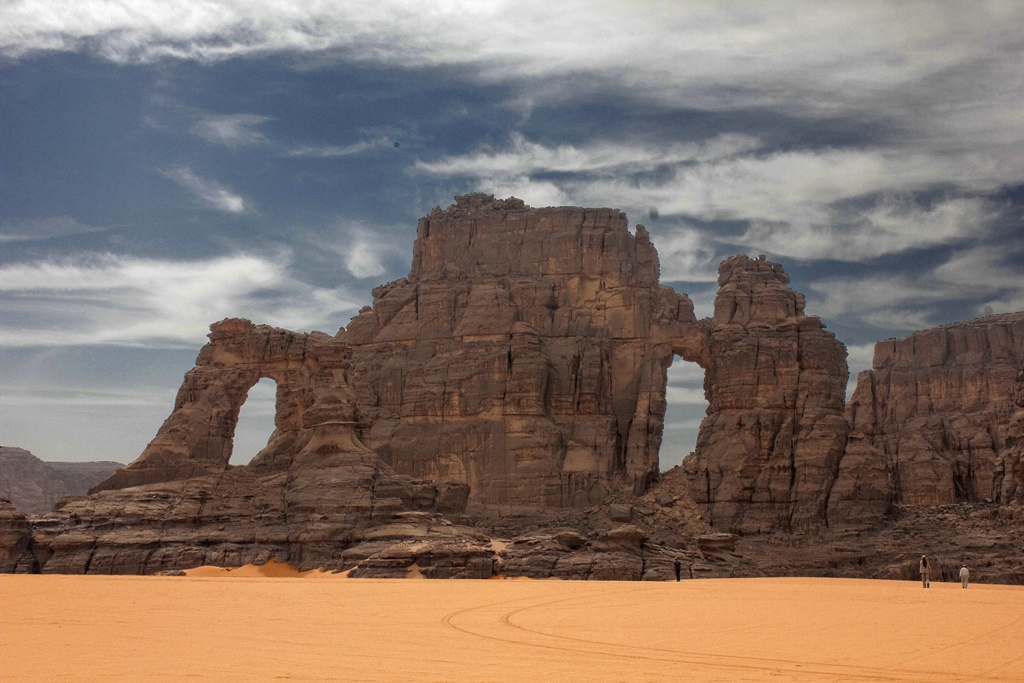
Fenêtres naturelles dans la formation rocheuse de la cathédrale de Tamezguida.
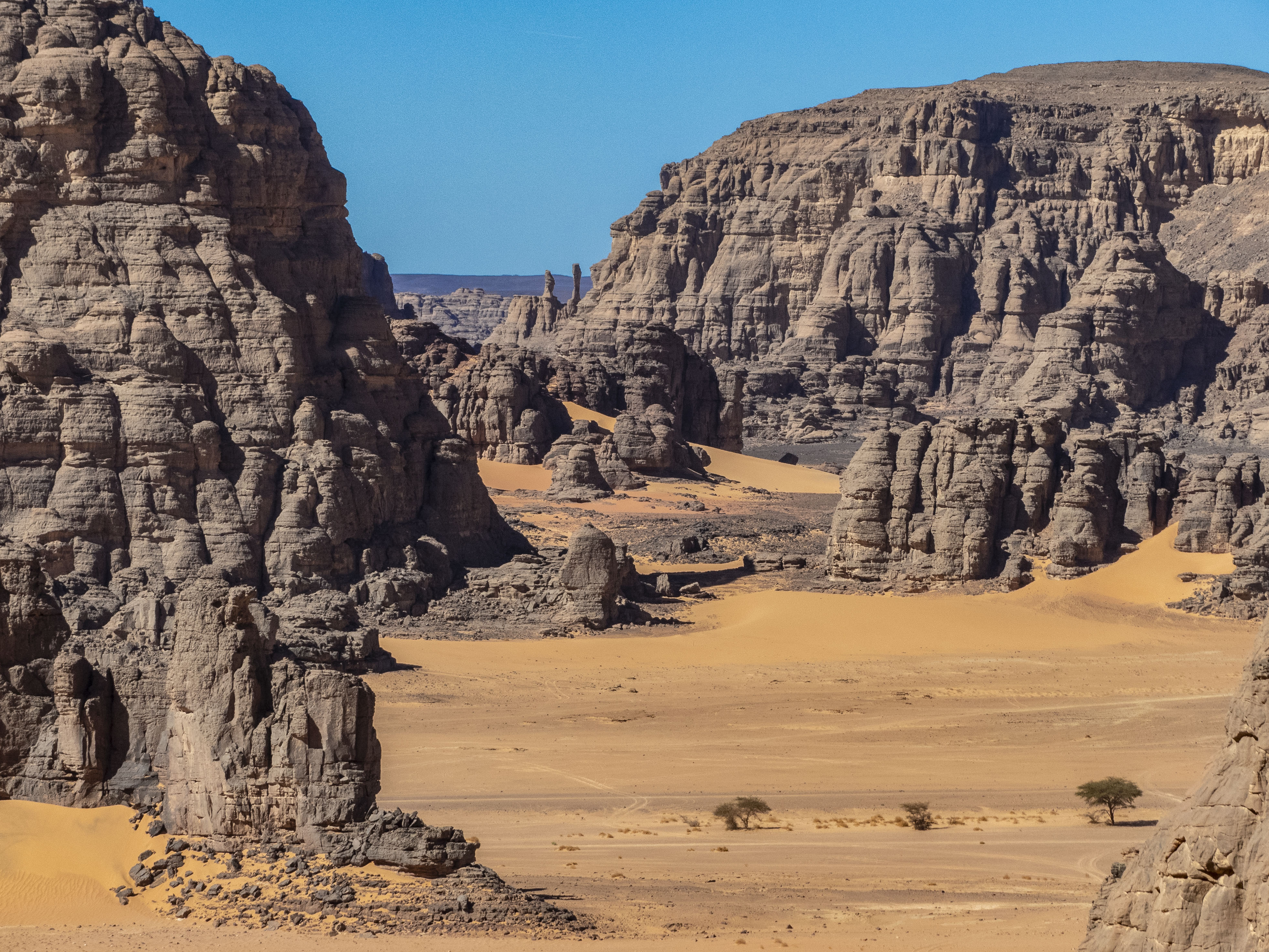
El Berdj.
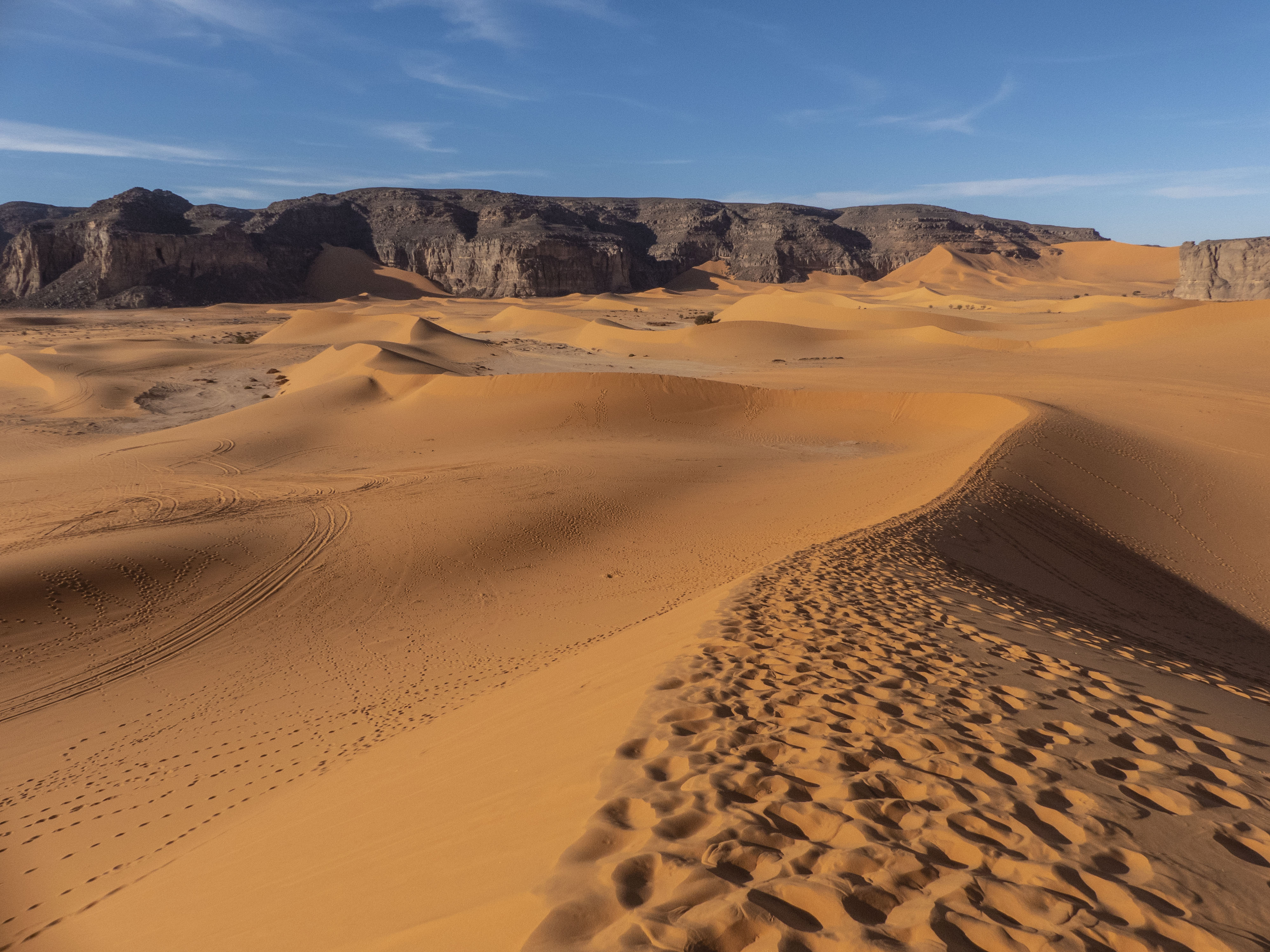
Dunes de Moul N'Aga.
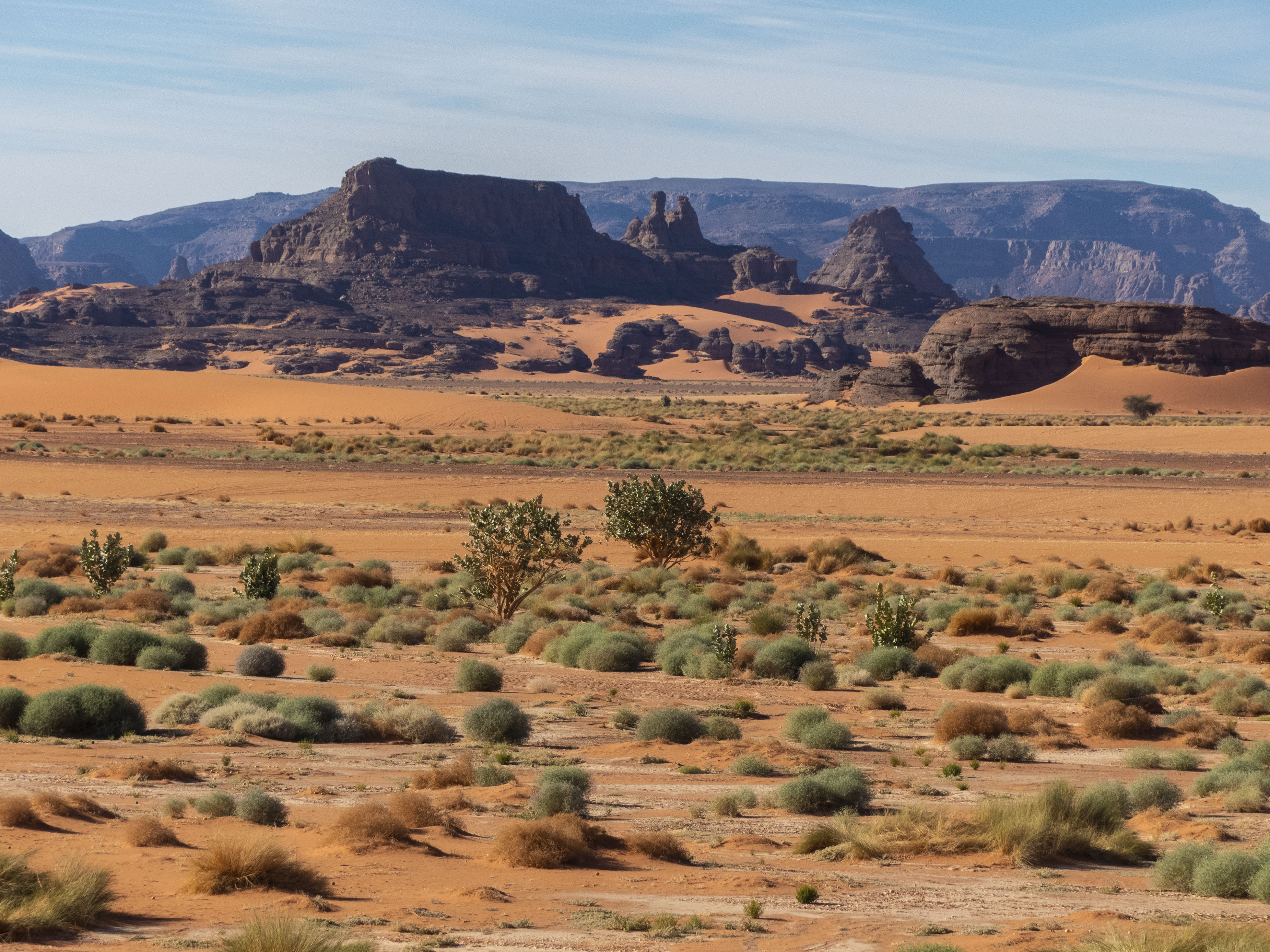
Végétation éphémère à Tin Merzouga.
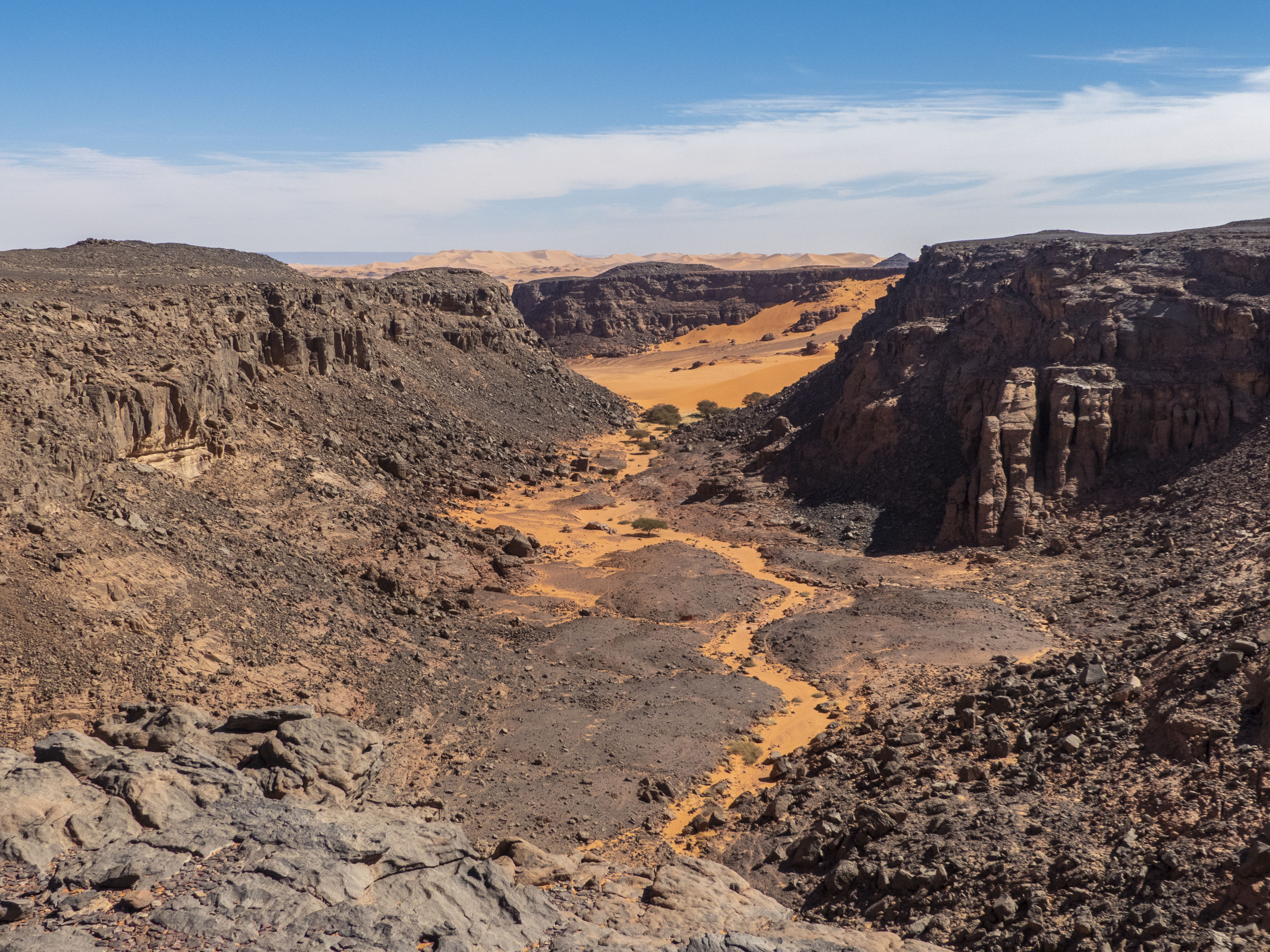
Bouhadian.
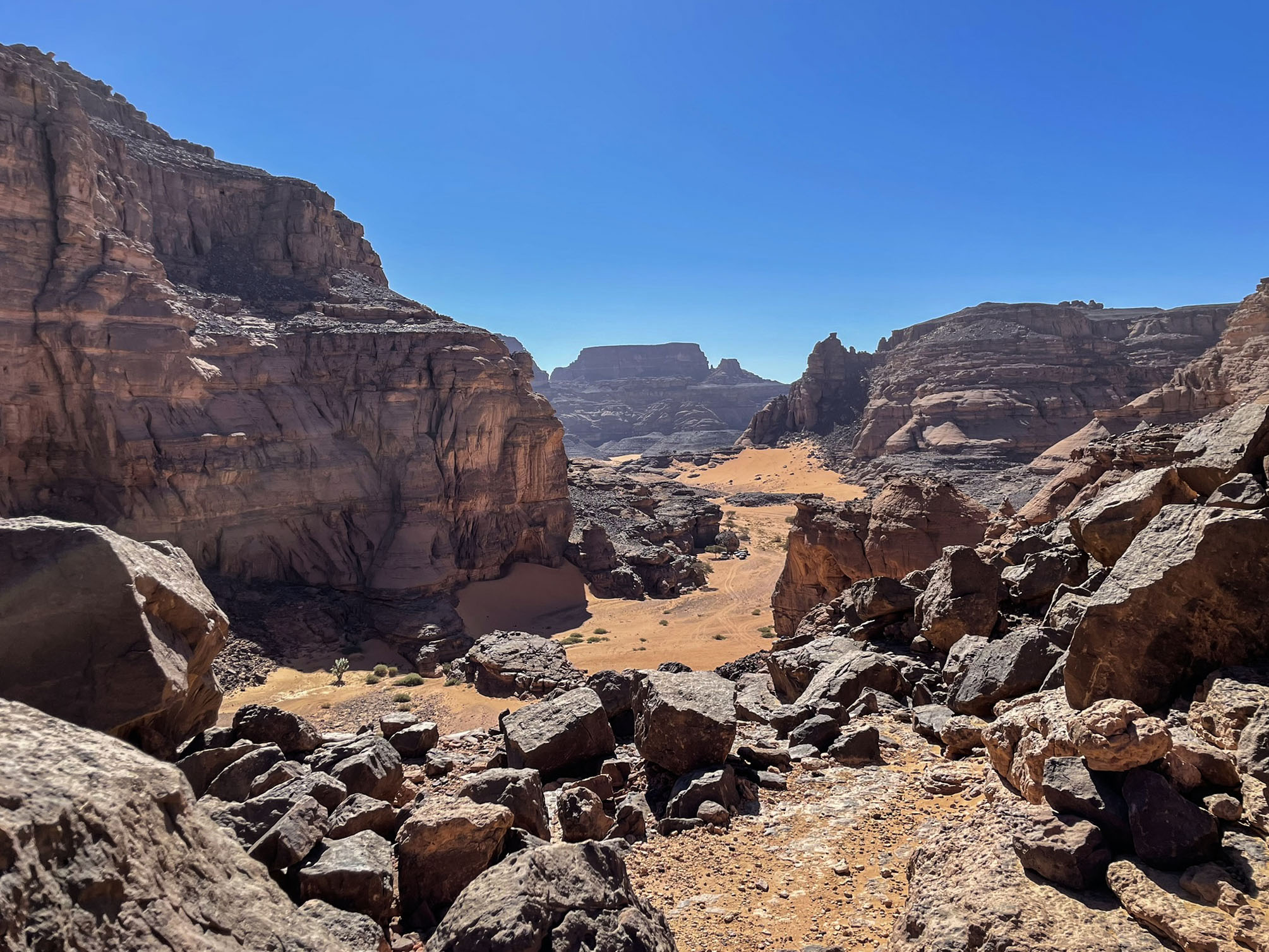
Canyon Tissatka.
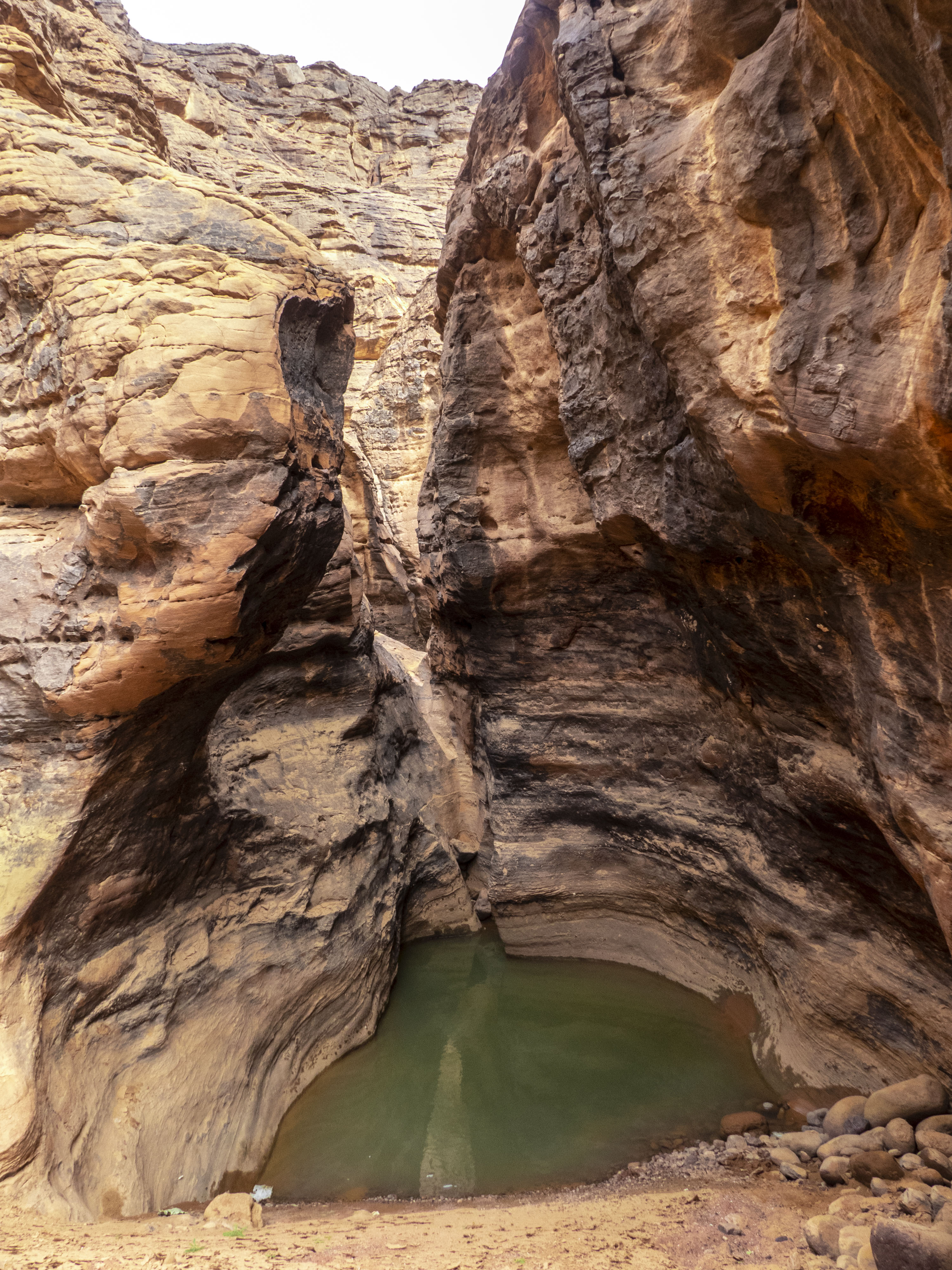
Guelta Aoudanedj.
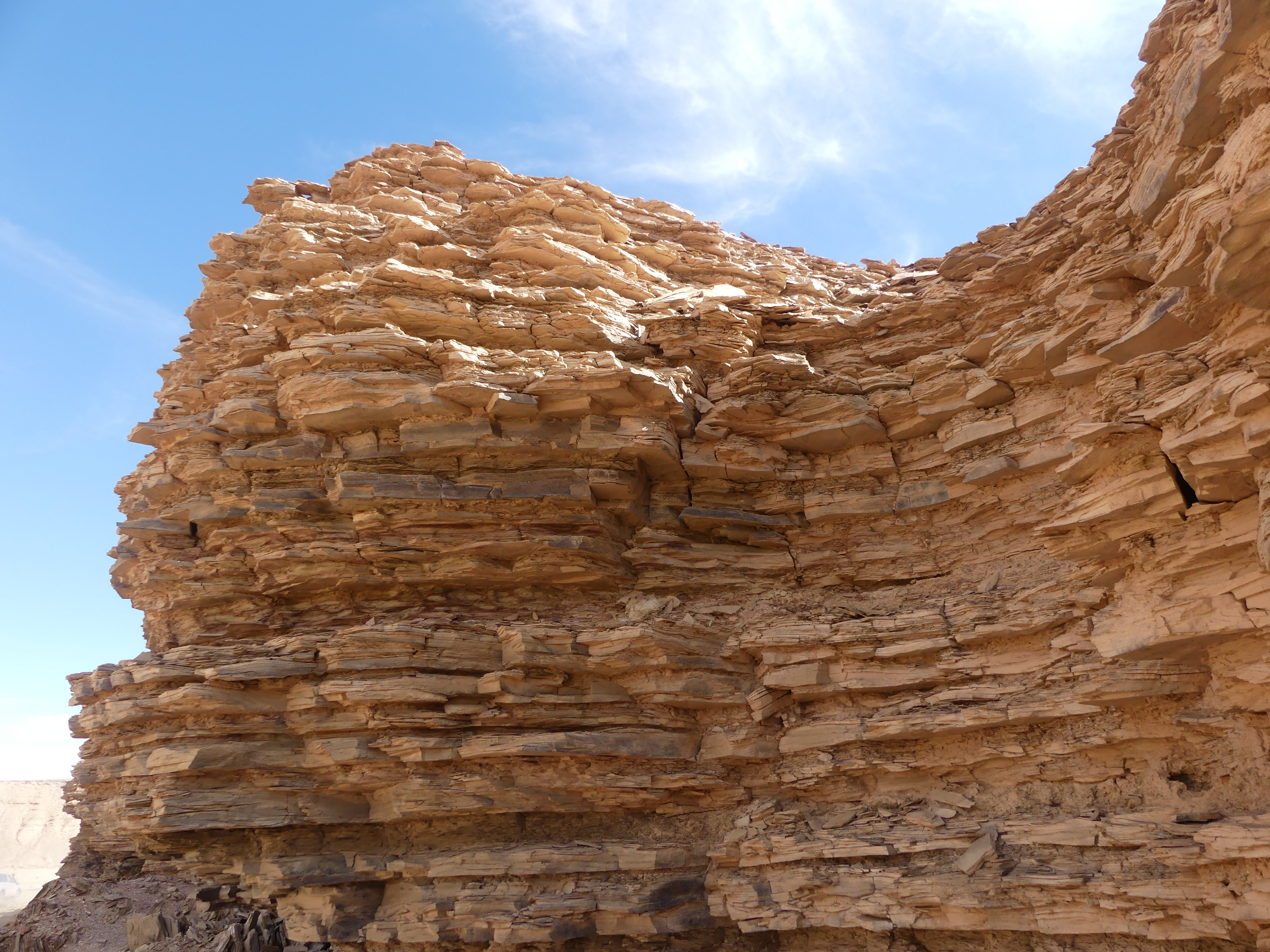
Mille-feuille sédimentaire, El Berdj.
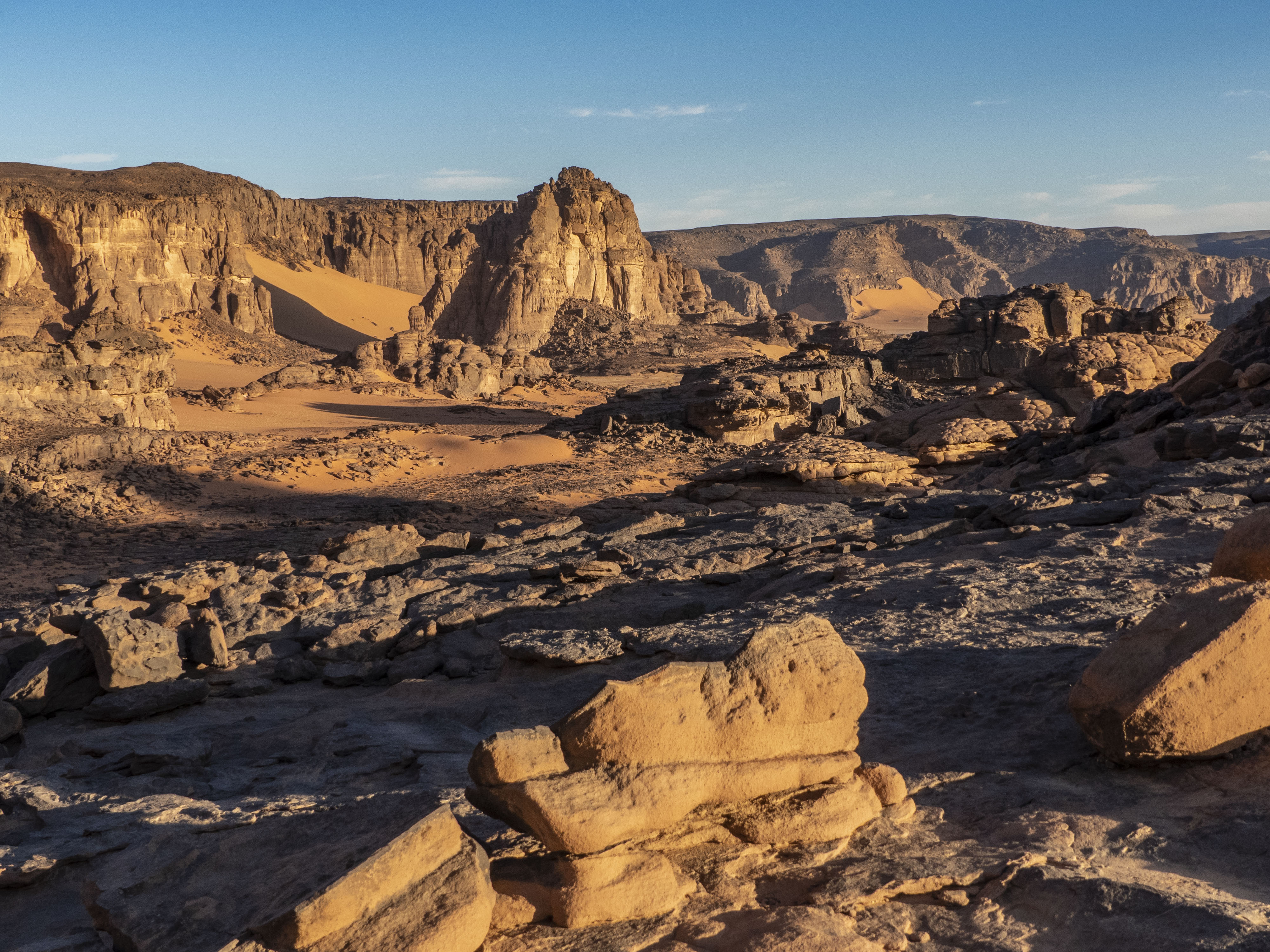
Oued Intabourak.
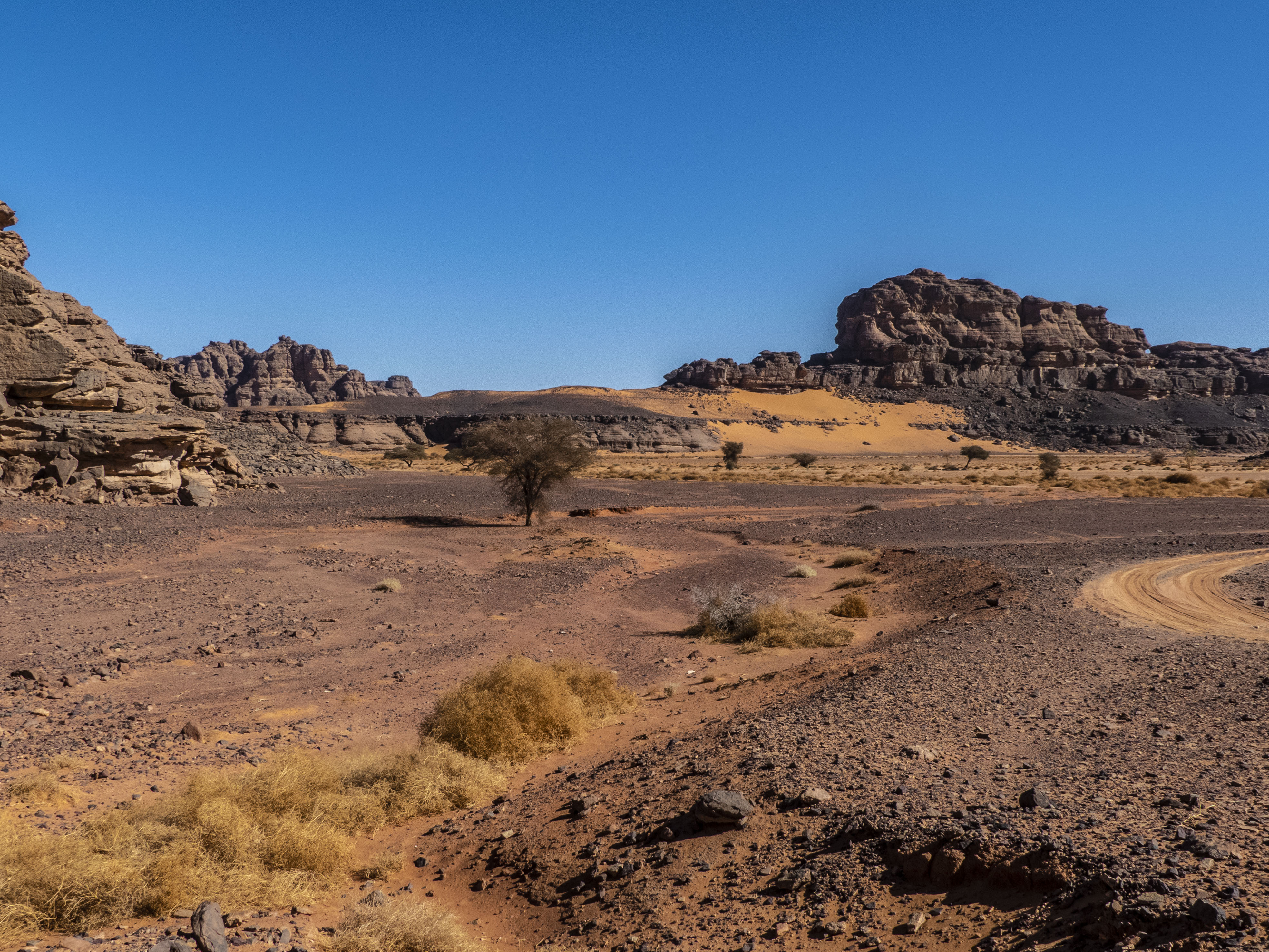
El Berdj.
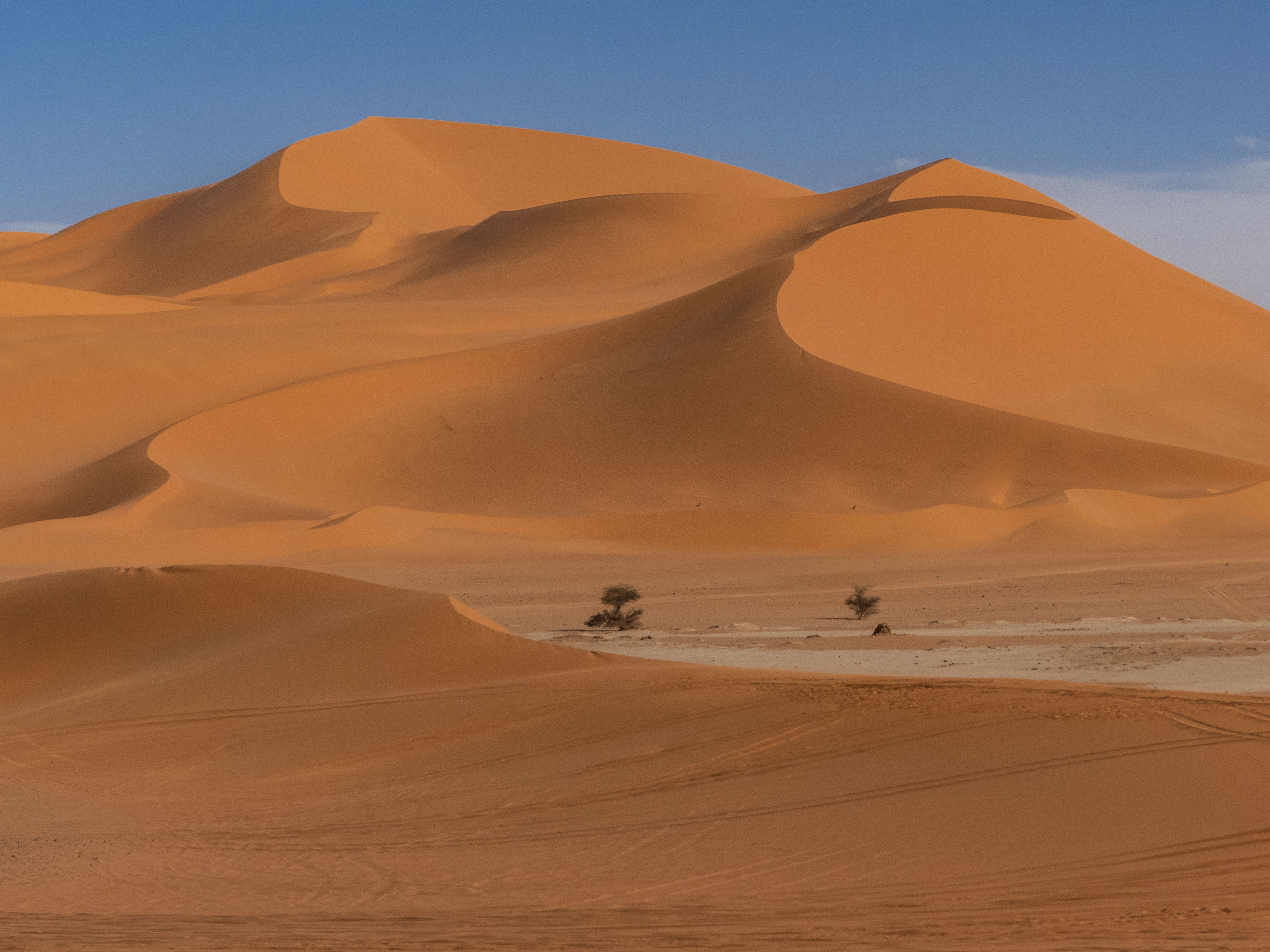
Dunes d'Ouan Zaouten.

## Paléoclimatologie

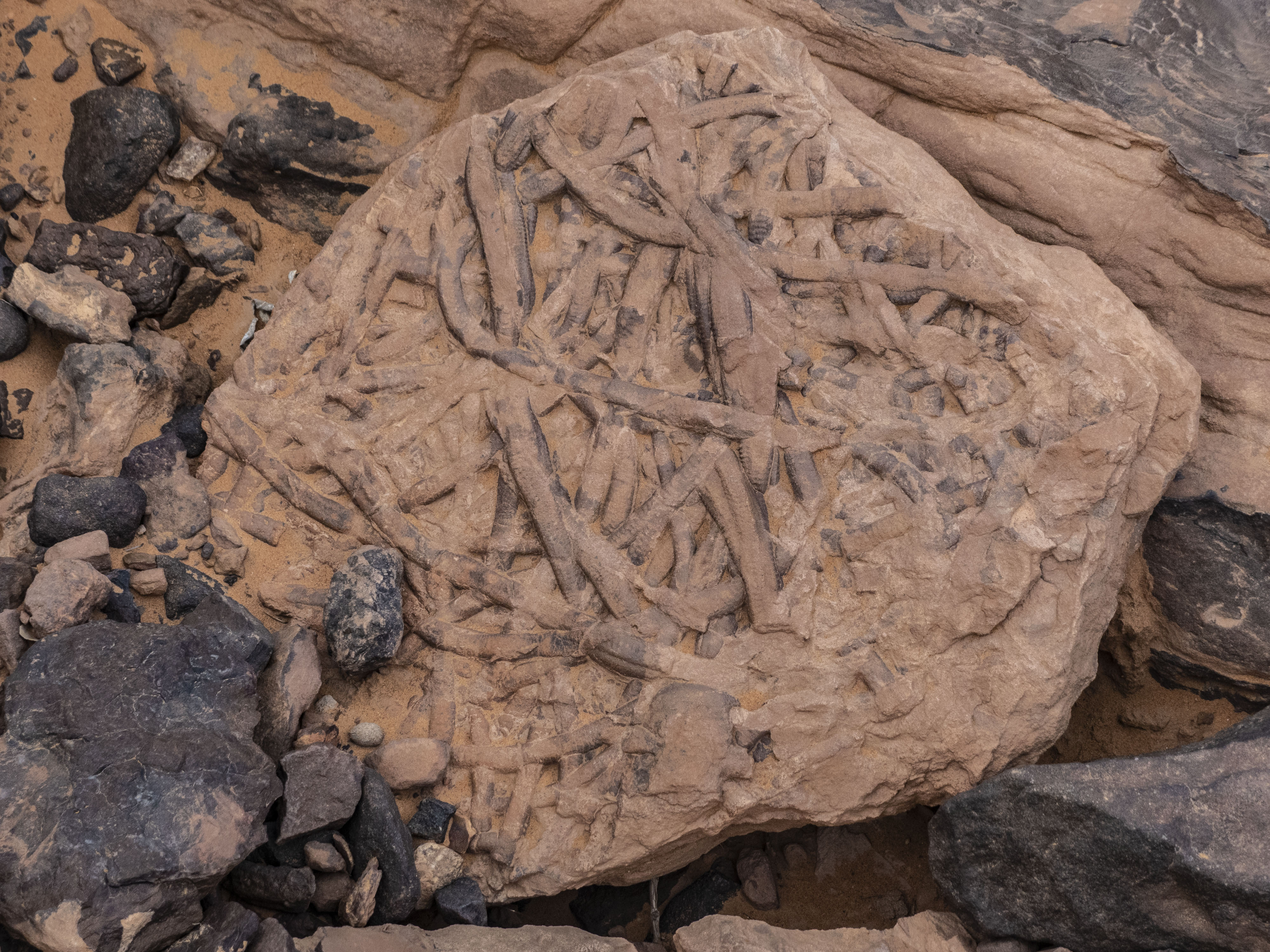
Fossiles de plantes, oued Aoudanedj.

De nos jours, la Tadrart Rouge est l’une des zones les plus arides au monde. Mais pendant la période subpluviale néolithique, la zone était pluvieuse et couverte de végétation de savane, ce qui la rendait propice à la vie humaine et animale.

## Art rupestre
La Tadrart Rouge possède un art rupestre saharien couvrant une longue période chronologique allant du Néolithique à l'époque récente. Les parois rocheuses et les abris sous roche au fond des oueds sont parsemés de peintures et de gravures rupestres, documentant le changement climatique alors que la région a évolué d'une savane il y a 10 000 ans à un désert il y a 5 000 ans. L'art rupestre a évolué au fil du temps, passant de représentations de la faune sauvage comme les éléphants, les rhinocéros, les girafes, les antilopes et les bovidés sauvages, aux animaux domestiques tels que les bovidés, les ovicapridés, les chevaux et les dromadaires.
Pour ses richesses archéologiques, mais aussi son intérêt biologique (faune et flore), géologique, paléontologique et esthétique, la Tadrart rouge, à travers le parc culturel du Tassili dont elle fait partie, est classée au patrimoine mondial de l'UNESCO en 1972, et comme réserve de l'Homme et de la biosphère en 1986.

Art rupestre de la Tadrart rouge.
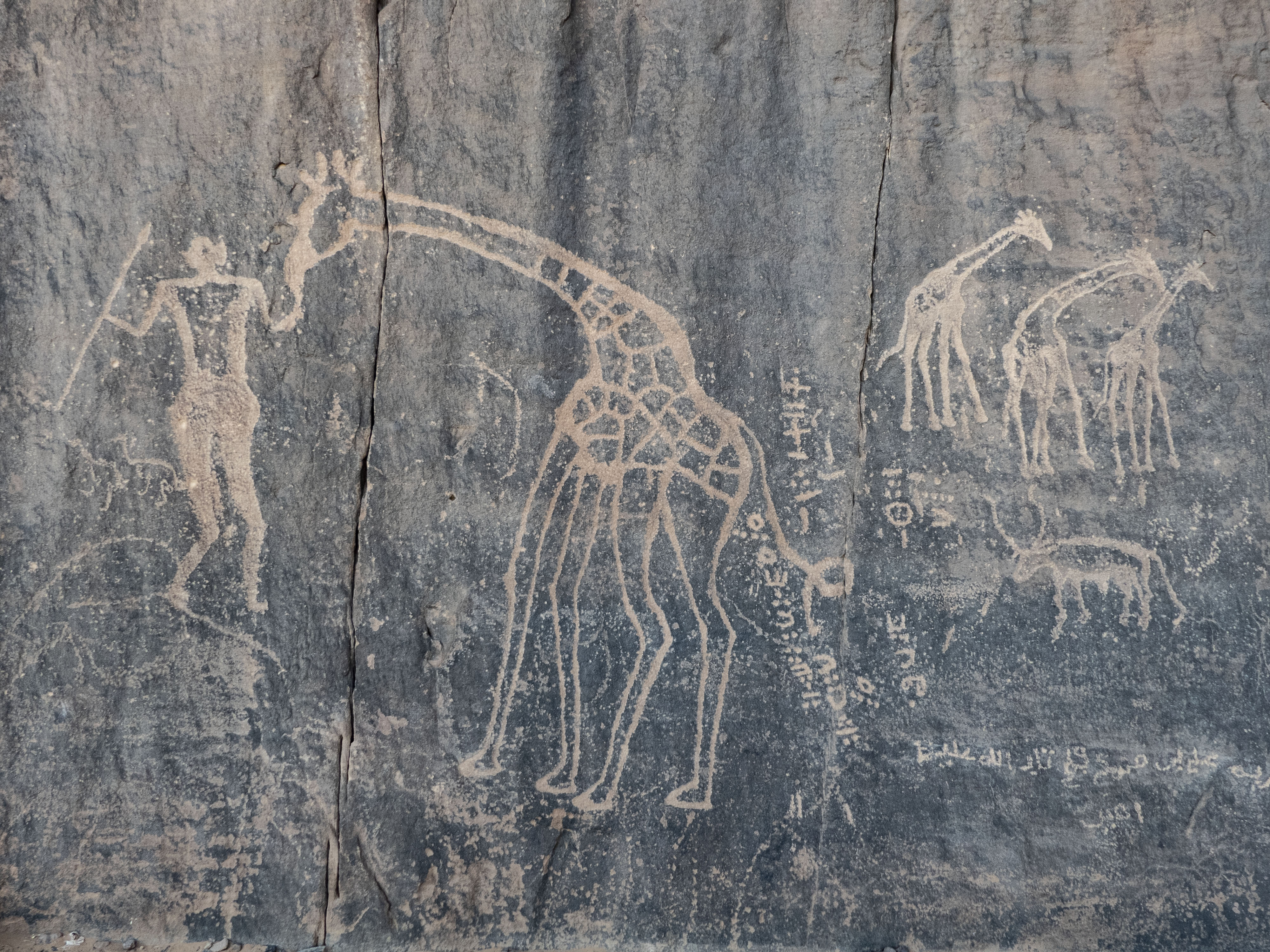
Girafes et humain, In Djaren.
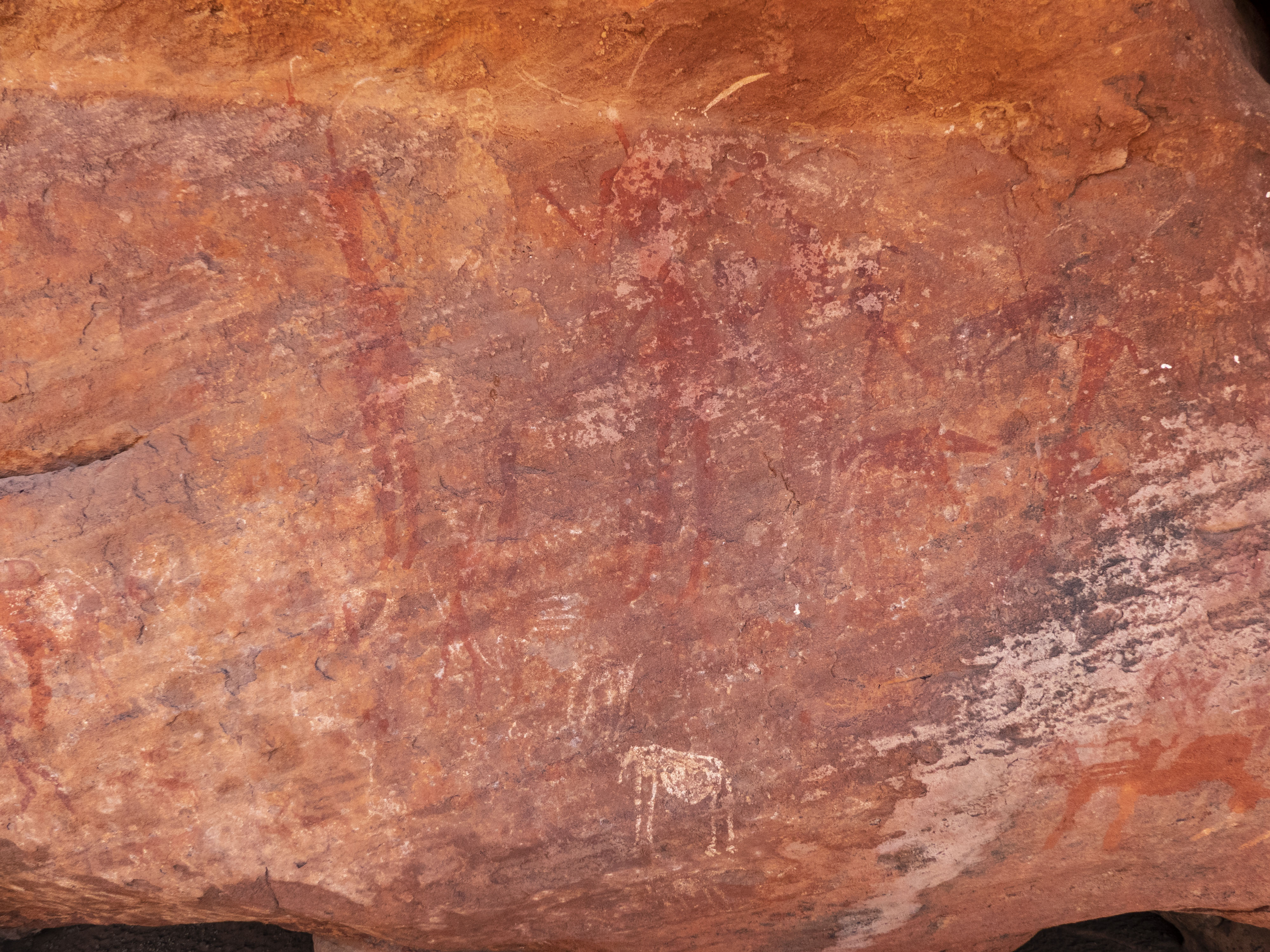
Humains coiffés, Bouhadian.
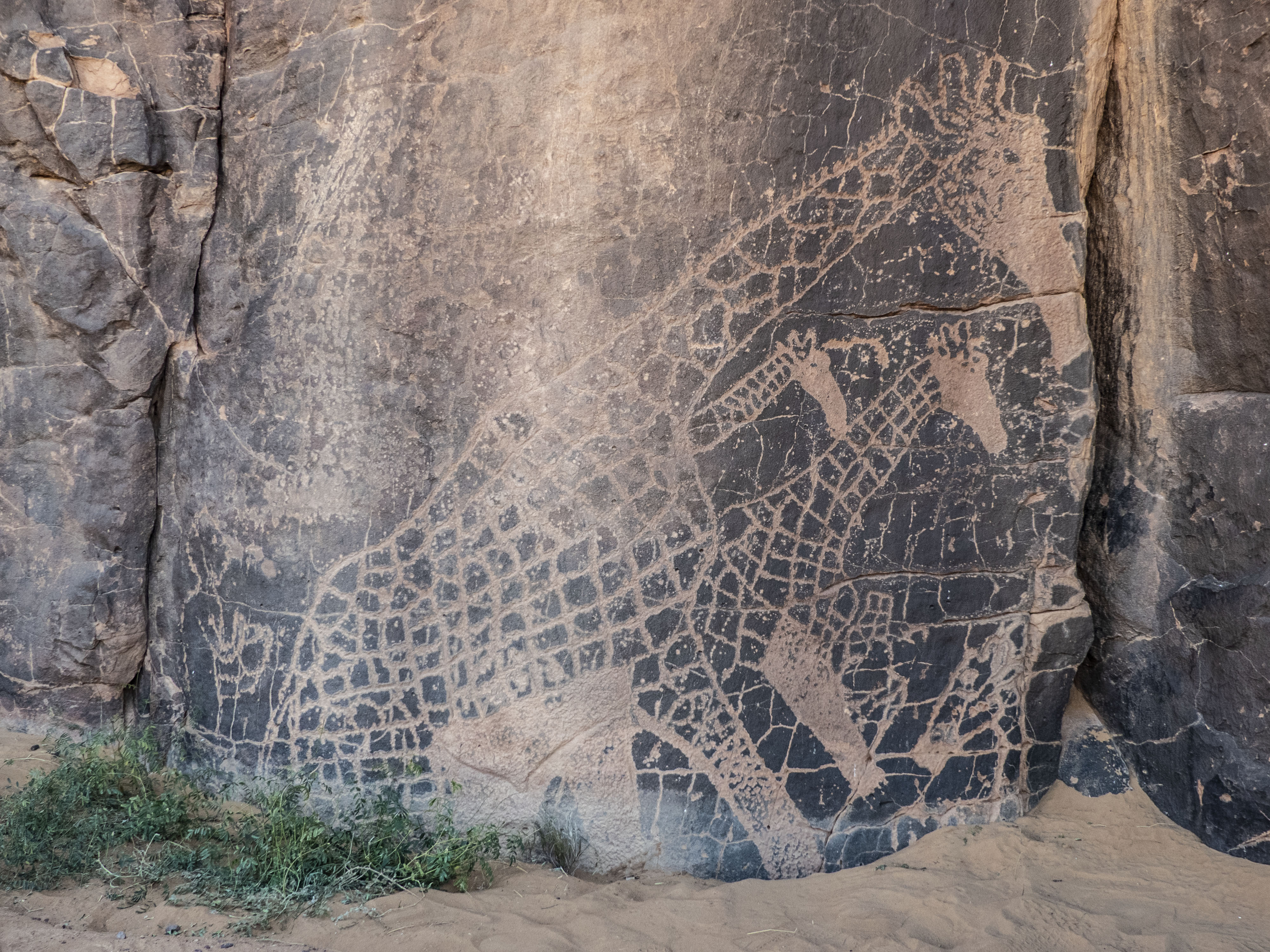
Girafes, In Djaren.
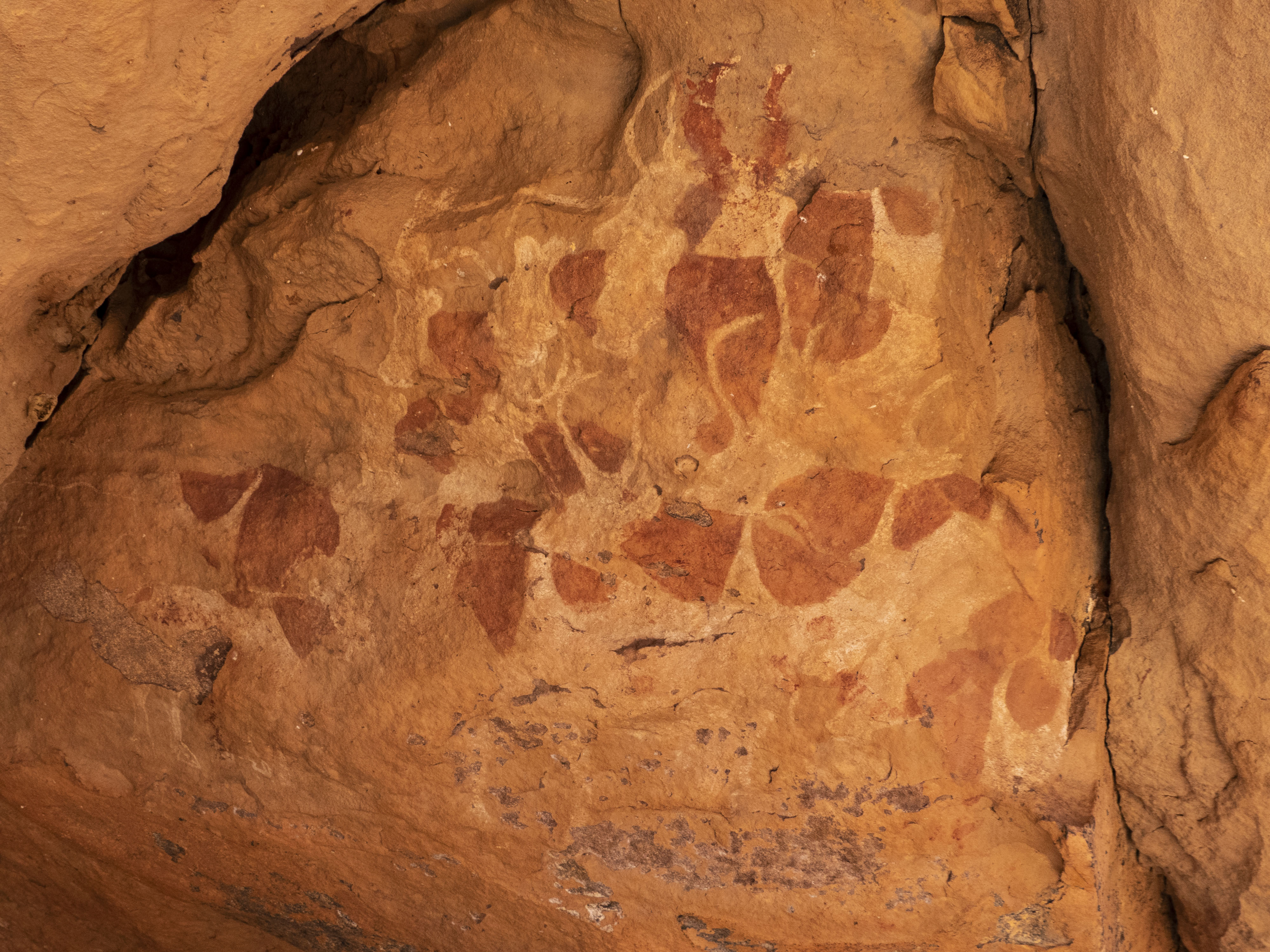
Vaches bicolores, In Djaren.
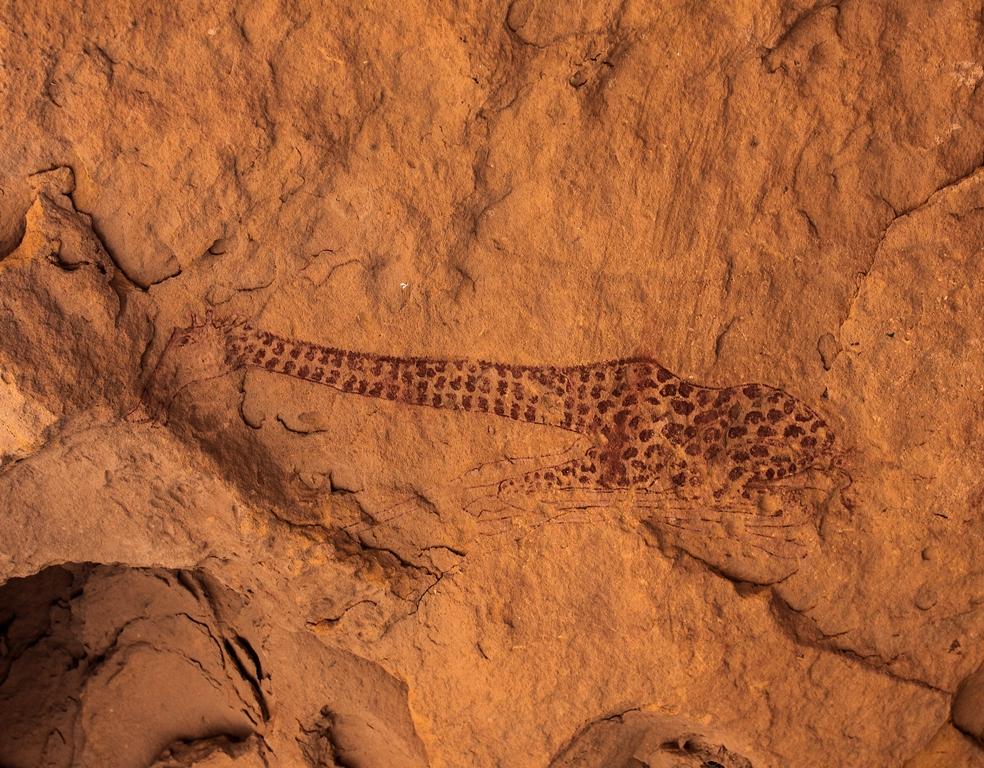
Girafe couchée, In Djaren.
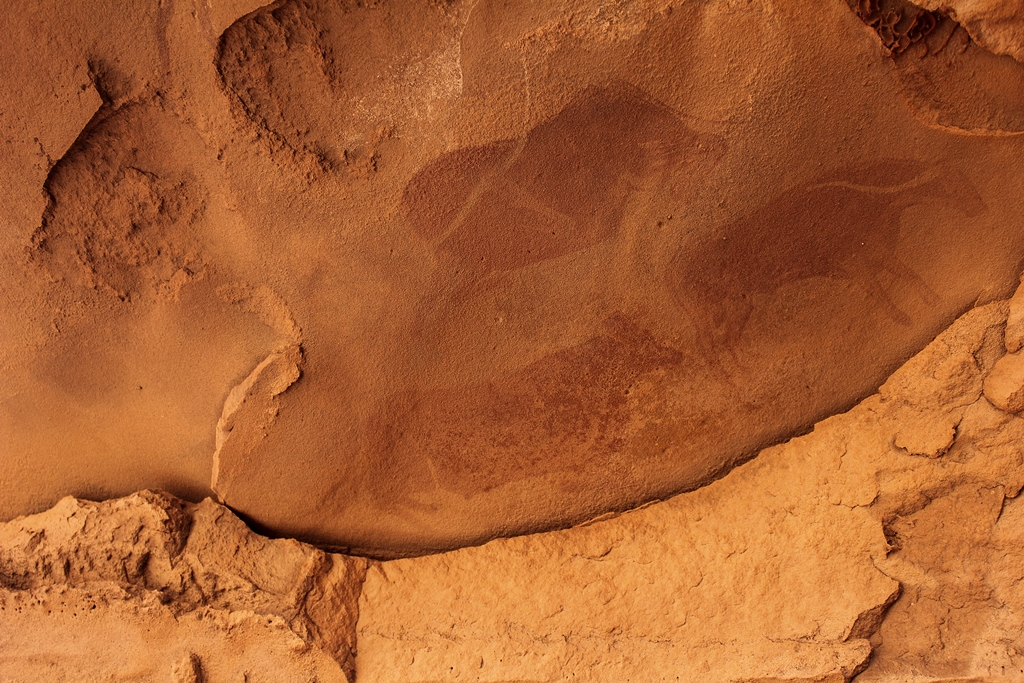
Bovins, Aoudanedj.
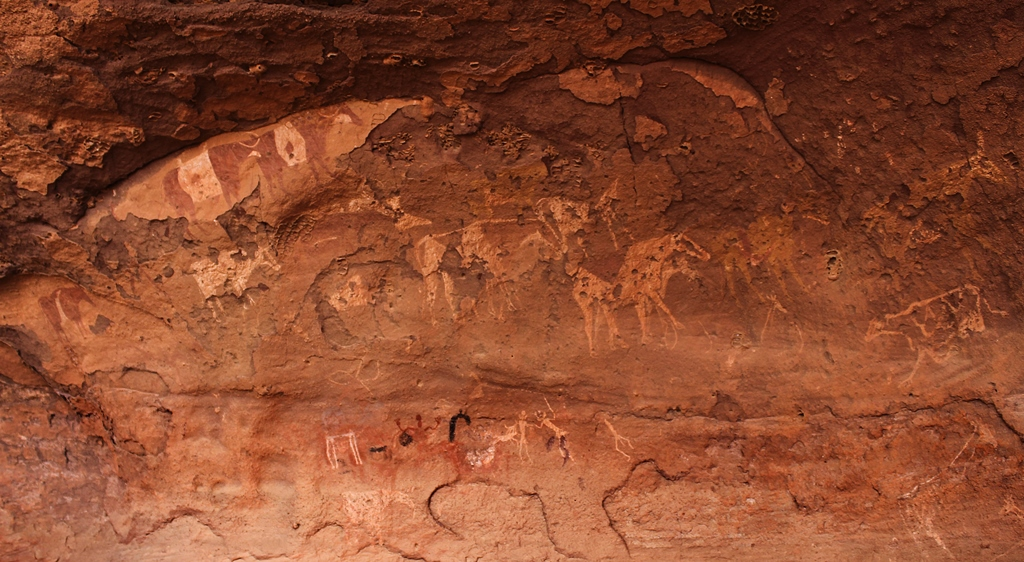
Scène pastrorale, In Djaren.
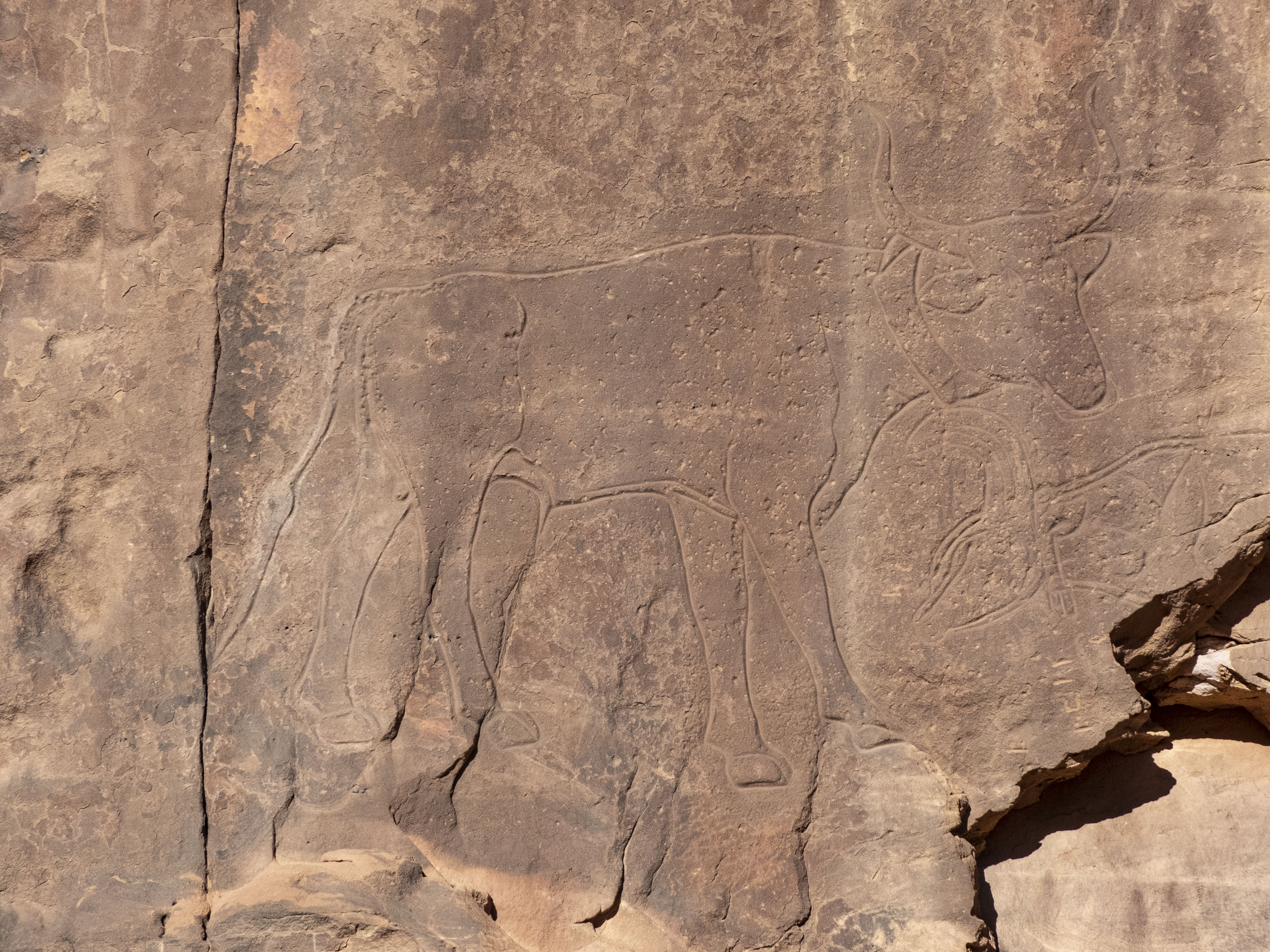
Vache à collier, Ouan Zaouten.
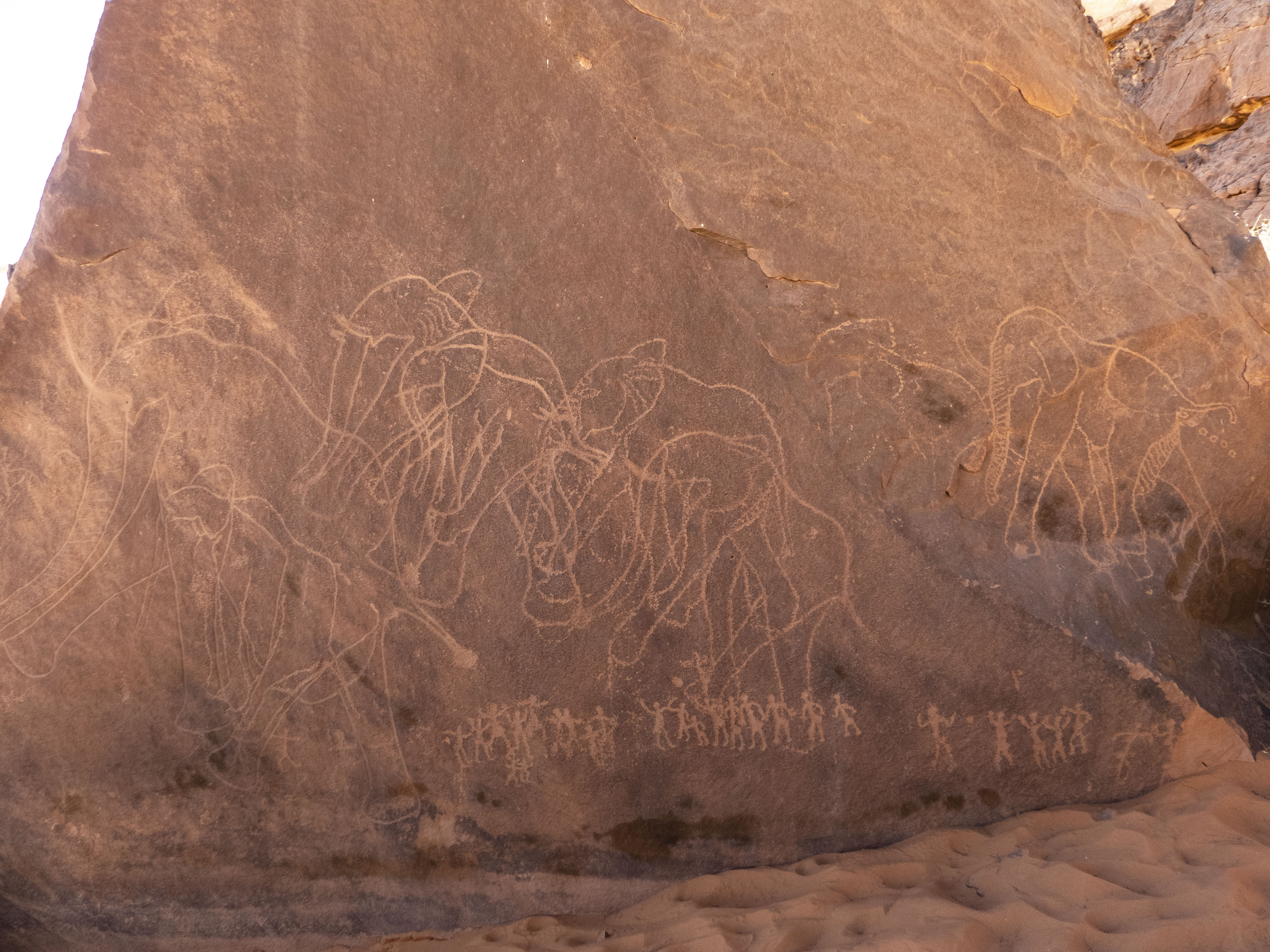
Éléphants, Tin Tefelghagh.
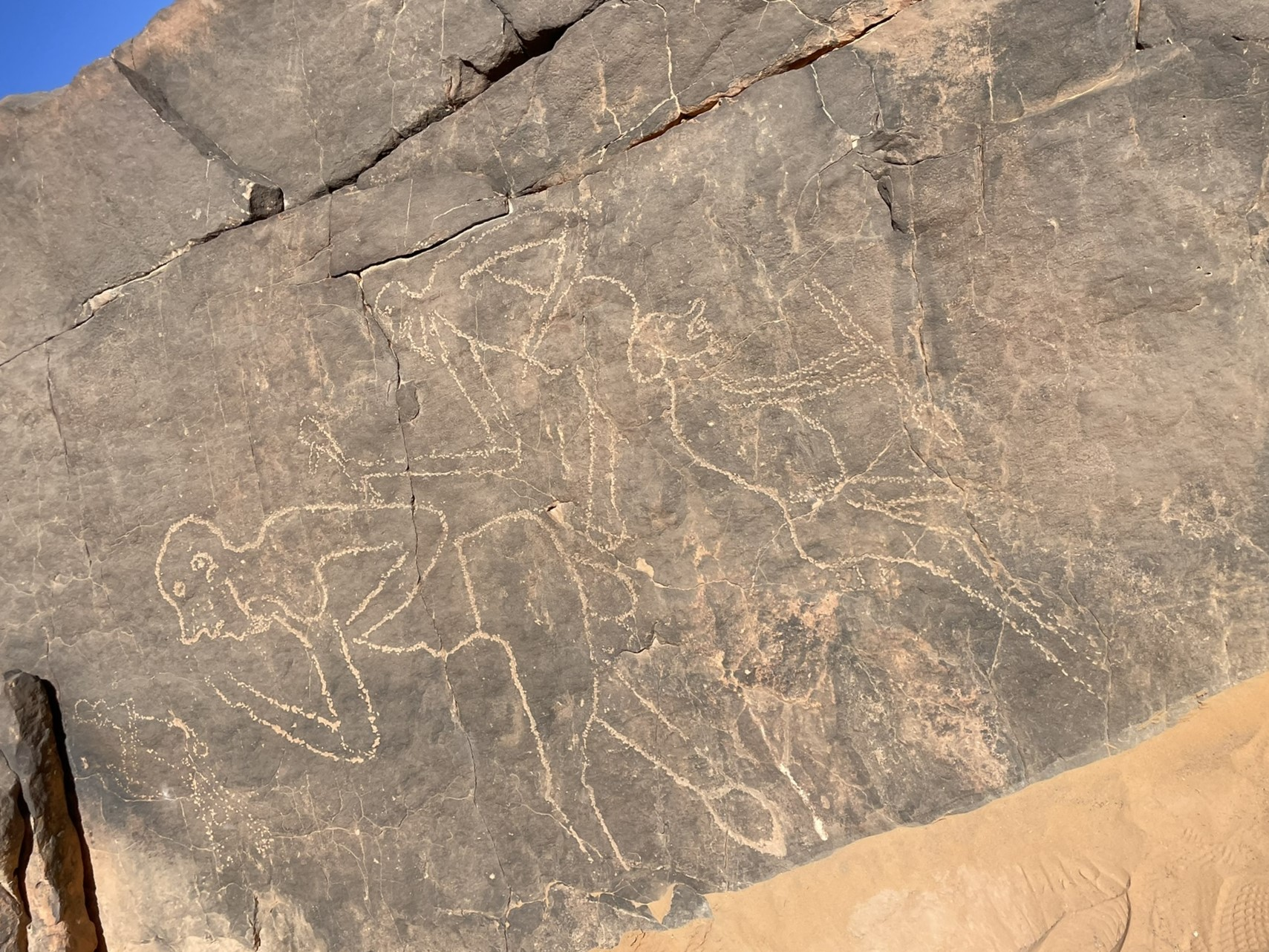
Hommes, Tin Tefelghagh.
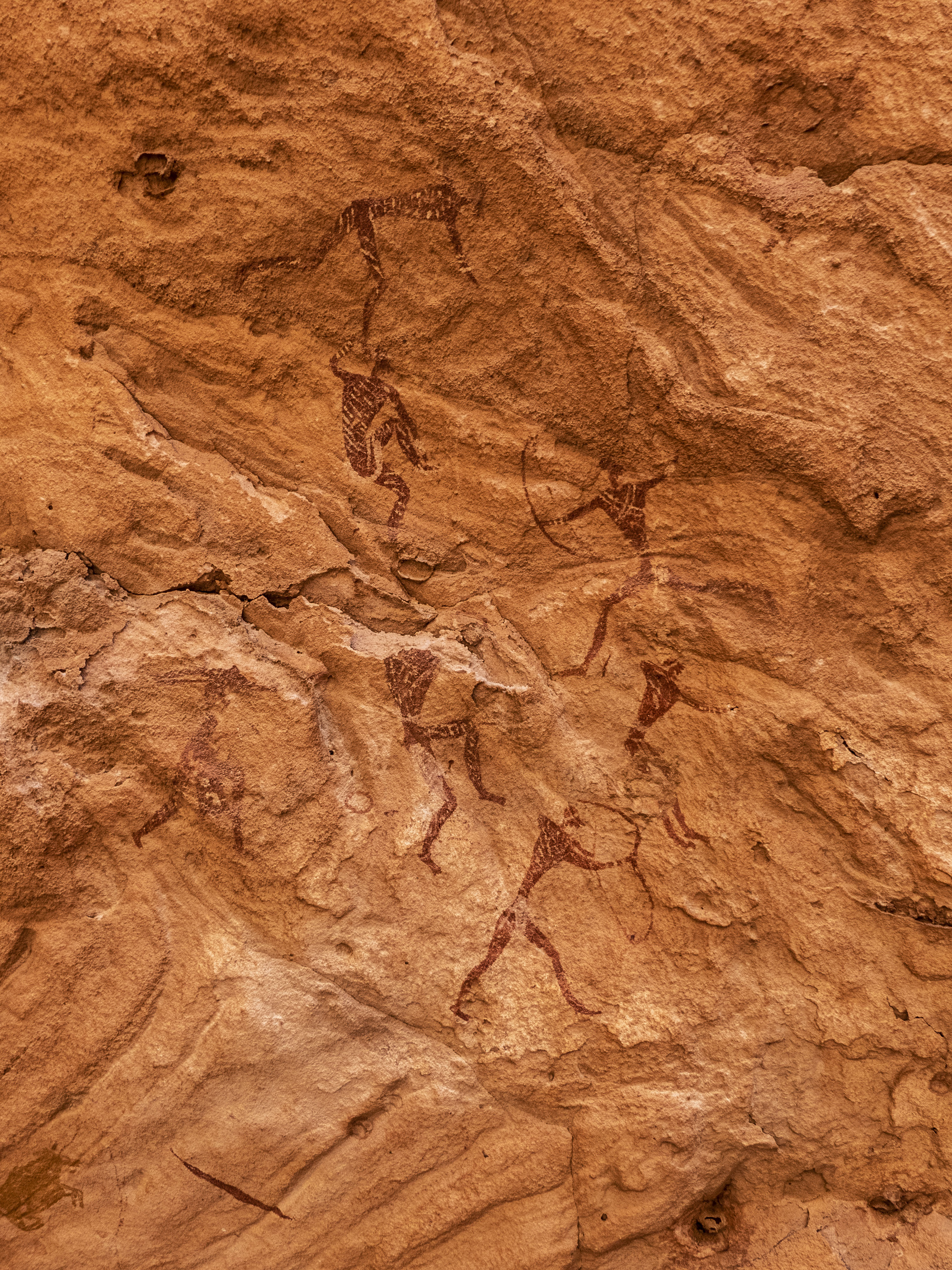
Chasse, Aoudanedj.
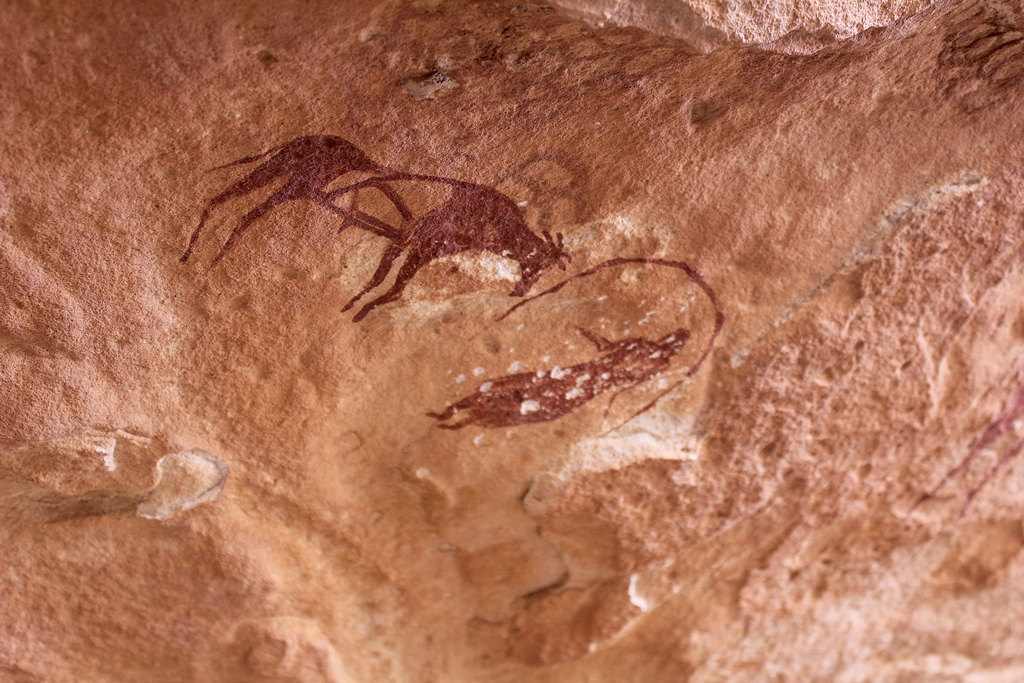
Vache et femme, Aoudanedj.